# Las Ventanas
Las Ventanas, llamado también simplemente Ventanas, es una ciudad con extensa playa y bahía utilizada como pequeña caleta; queda a 180 km de Santiago, la capital, a 35 km del Gran Valparaíso y a 8 de la localidad de Puchuncaví, a cuya comuna se subordina; pertenece a la provincia de Valparaíso, en la región del mismo nombre, en el litoral central de Chile.

## Historia
El nombre Las Ventanas se debe al orificio dejado por el mar y el viento en los roqueríos de su extensa playa del mismo nombre. Antiguamente eran dos las rocas con agujeros (de allí el plural del topónimo) que había junto a la costa, pero con el pasar del tiempo ha quedado solo una.
Actualmente Ventanas es una zona con atractivo turístico, gracias a sus tres playas: la homónima, Los Lunes y parte de la de El Bato. En la calle Pedro Aldunate hay una caseta de turismo con toda la información que pueda necesitar el visitante (oferta hotelera y gastronómica; eventos culturales, etc).

## Población
Según el censo de 2002, Las Ventanas tenía una población de 5.957, de los cuales 3.041 eran hombres y 2.916  mujeres. En la localidad hay 5.623 viviendas, emplazadas en una superficie total de 12,84 km². El censo de 2017 contabilizó a 8314 habitantes en la ciudad, lo que supone un crecimiento del 39,57% de la población.

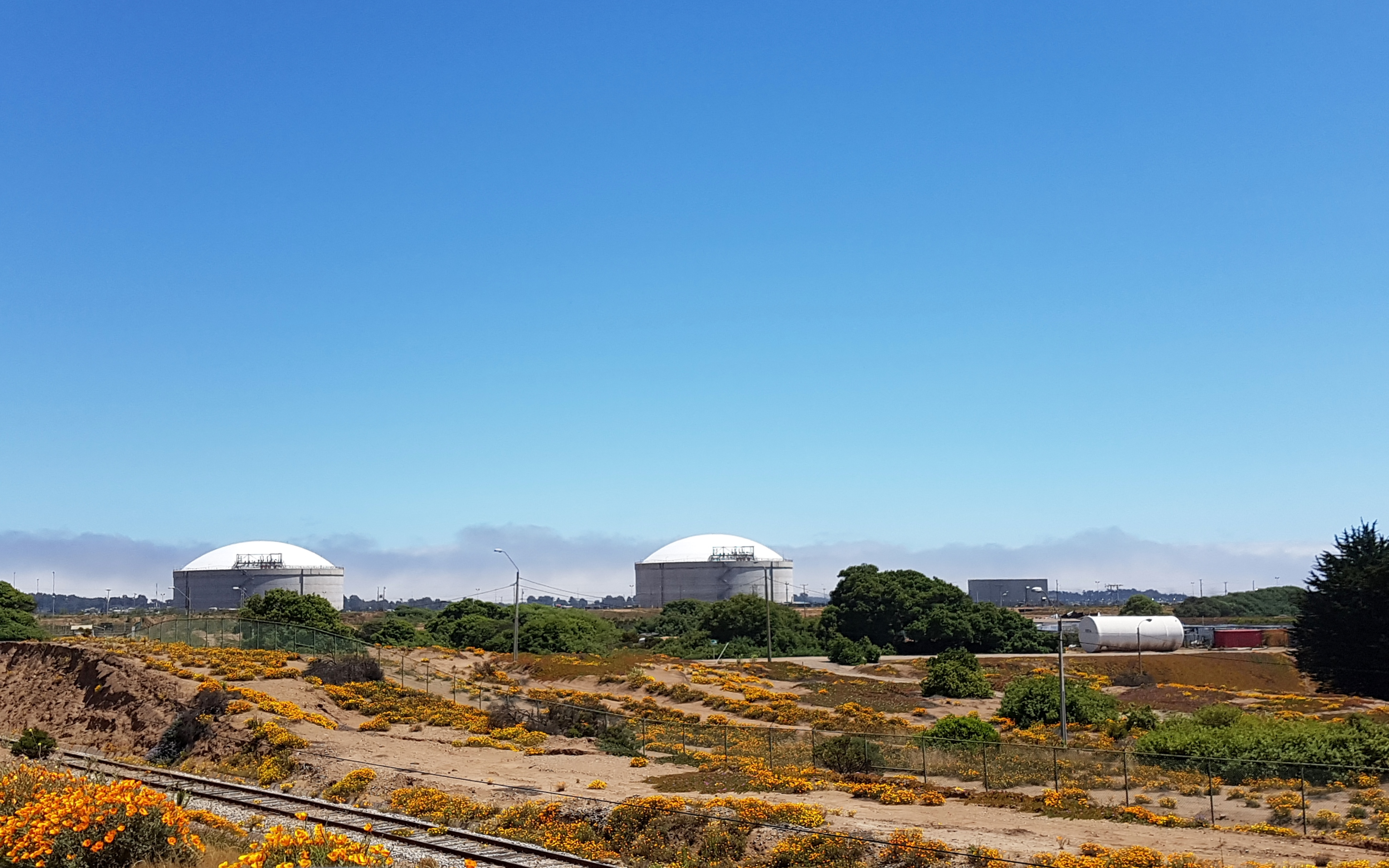
Refinería de Codelco

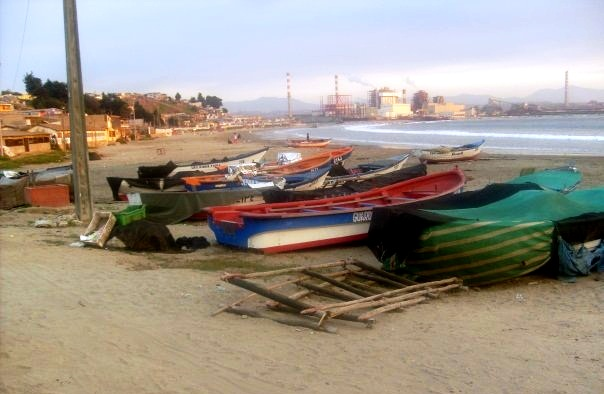
Caleta Las Ventanas.

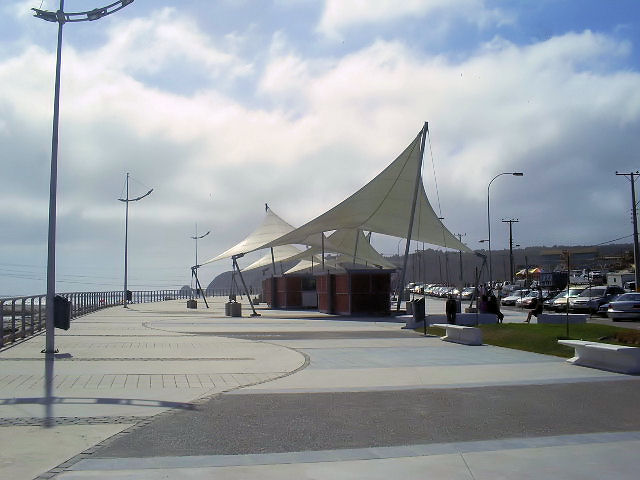
Costanera

## Actividad económica
En la localidad hay una importante refinería de cobre de Codelco, que inició sus actividades como Fundición Ventanas en 1964 y opera como refinería electrolítica desde 1966. Allí se producen cátodos de cobre, lingotes de oro y granallas de plata. Tiene una capacidad de fundición de 400 mil toneladas métricas al año y refina más de 300 mil toneladas métricas. En sus inicios y hasta 2005 fue administrada por ENAMI, año en que pasó a formar parte de Codelco.
También forma parte del complejo industrial el Complejo termoeléctrico Ventanas, que cuenta con cuatro centrales termoeléctricas (Ventanas I, Ventanas II, Nueva Ventanas y Campiche), con una capacidad instalada de 866 MW en total, convirtiéndolo en el de mayor potencia eléctrica del país.
Constituye uno de los centros laborales más importantes para los habitantes de la zona.

## Servicios
La localidad cuenta con un retén de carabineros, un Centro de Salud Familiar (CESFAM), con el Complejo Educacional Sargento Aldea, el jardín infantil Caballito de Mar y una compañía de bomberos, que atiende también tanto a los pueblos cercanos como al complejo industrial.

## Radio Océano FM
El pueblo también posee su propio medio de comunicación: Radio Océano, emisora que funciona desde el año 2001 y llega a la totalidad de la localidad y ciudades vecinas como Quintero y Puchuncaví, transmitiendo las 24 horas diversos programas en vivo y abundantes noticias sobre todo el acontecer local. 
Esta emisora cuenta con un equipo de voluntarios residentes en la misma comuna, y puede ser escuchada en la frecuencia 106.7 F.M. 

## Administración y representación parlamentaria
La localidad de Las Ventanas forma parte de la comuna de Puchuncaví, la que a su vez pertenece al Distrito Electoral n.º 6 y a la VI Circunscripción Senatorial (Valparaíso). Está representado en la Cámara de Diputados por Camila Flores (RN), Diego Ibáñez (MA), Pablo Kast (Evopoli), Andrés Longton (RN), Carolina Marzán (PPD), Luis Pardo (RN), Marcelo Schilling (PS) y Daniel Verdessi (DC); y en el Senado por Isabel Allende Bussi (PS), Francisco Chahuán Chahuán (RN), Juan Ignacio Latorre (RD), Kenneth Pugh (independiente) y Ricardo Lagos Weber (PPD).
La Municipalidad de Puchuncaví la dirige la alcaldesa Eliana Olmos Solís (inpedendiente), asesorada por los concejales Erika Galarce Meléndez (PPD), Eugenio Silva Pinto(RN), Eduardo Veas Ogaz(RN), Óscar Vega Salas (DC), Marcelo Vegas Fernández (PRSD) y Ana Rosa Villarroel Pacheco (UDI).

## Puerto
Las Ventanas es uno de los principales puertos privados de la región central del país. Ubicado en la bahía de Quintero, tiene una localización geográfica privilegiada para ese rubro.